# Shirakawa-go
Shirakawa-go (白川郷 Shirakawa-gou) er en bjergby beliggende i Japan ved floden Shogawa i området mellem Takayama, Kanazawa og Toyama. Byen er sammen med Gokayama optaget på listen over UNESCO verdensarv. Det er begge bjergbyer beliggende i de japanske alper,

## UNESCO verdensarv
- 59 huse med stråtag i Ogimachi-landsbyen i Shirakawa-go (Gifu-præfekturet)
- 20 huse med stråtag i Ainokura-landsbyen i Gokayama (Toyama-præfekturet)
- 9 huse med stråtag i Suganuma-landsbyen i Gokayama (Toyama-præfekturet)

## Gassho-zukuri
Området er præget af kraftigt snefald om vinteren, hvorfor husene er bygget i den traditionelle japanske byggestil kaldet gassho-zukuri (som hænder i bøn). Dette navn refererer til de meget stejle og store stråtag. Mange af husene er flere hundrede år gamle og er helt konstrueret af træ uden brug af søm eller skruer. På grund af tagets hældning er husene meget rummelige med mellem tre og fem etager med plads til en storfamilie og hjemmeindustri. På de øverste etager holdt man typisk silkesommerfugle og producerede silke.

## Gassho-zukuri Minkaen
På grund af ønsket om mere moderne huse og på grund af bygningen af lokale dæmninger og oversvømmelserne, der fulgte, er en del huse flyttet til et frilandsmuseum i Shirakawa-go.

## Ogimachi
Ogimachi er den gamle del af Shirakawa, øst for floden. Det er stadig en levende landsby, men præget af det store turistbesøg.
- Myozenji-tempel. Det største gassho-zukuri-hus i Ogimachi er Myozenji-ke, et femetagers museum med et grundareal på 24 x13 m. der er forbundet med Myozenji-templet, der også er stråtækket.[4]

- Ogimachi-landsbyen i Shirakawa-gō
- Overblik over Ogimachi
- Traditionelt hus
- Traditionelle huse i Shirakawa-go